# Schürensöhlen
Schürensöhlen é um município da Alemanha localizado no distrito de Herzogtum Lauenburg, estado da Schleswig-Holstein.
Pertence ao Amt de Sandesneben-Nusse.